# Moenkhausia takasei
Moenkhausia takasei är en fiskart som beskrevs av Géry, 1964. Moenkhausia takasei ingår i släktet Moenkhausia och familjen Characidae. Inga underarter finns listade i Catalogue of Life.